# 哈洛尔
哈洛尔（Halol），是印度古吉拉特邦班杰默哈尔斯县的一个城镇。总人口41108（2001年）。

## 人口
该地2001年总人口41108人，其中男性21657人，女性19451人；0—6岁人口5687人，其中男3058人，女2629人；识字率71.68%，其中男性为76.38%，女性为66.46%。